# Franco Vivian
Franco Emilio Vivian (Ciudad de Buenos Aires Argentina; 2 de marzo de 1989), es un arquitecto y piloto argentino de automovilismo de velocidad. Iniciado en el ambiente de los Karts, compitió en esta especialidad desde 1994 a 2005. Donde se consagró Campeón Argentino de Sudam en 2005, y campeón Panamericano de Karting en 2002, 2004 y 2005 (único Argentino en ser tricampeón panamericano CIK-FIA). En autos debutó profesionalmente en 2006, participando en la Fórmula Renault Argentina, en la cual fue partícipe en dos etapas de esta categoría, ya que desde su debut hasta mediados del año 2010, compitió con un parque automotor equipado con impulsores Renault K4M de 1600 cc., pasando luego a competir con nuevos impulsores Renault F4A de 2000 cc. Precisamente, Vivian fue el primer piloto en ganar en el estreno de la categoría evolucionada y el último ganador con los motores 1.6 ; al mismo tiempo se quedaría ese año con el subcampeonato, luego de una polémica definición con los integrantes del equipo Werner Competición, que contaban con apoyo oficial de Plan Rombo, brazo financiero de Renault Argentina.
En 2008 tuvo también su estreno en automóviles de turismo, al debutar en la divisional Top Race Junior, donde compitió alternativamente con un Ford Mondeo II y con un Chevrolet Vectra II. En 2011 anunció su ingreso a la divisional TC Pista de la Asociación Corredores de Turismo Carretera, donde compitió al comando de un Chevrolet Chevy del equipo Tango Competición, participando hasta 2012. En este mismo año se produciría su debut en el Súper TC 2000, donde compitiera al comando de un Fiat Linea del equipo Pro Racing. Con la conversión de este equipo en el Equipo Oficial Chevrolet YPF, fue confirmado en su puesto, teniendo la responsabilidad de tripular uno de los Chevrolet Cruze. Con este equipo compitió hasta 2015, a la vez también de ser varias veces convocado para participar de competencias para pilotos invitados, de la divisional TC Mouras. En 2015, además de confirmar su continuidad dentro del equipo oficial Chevrolet, anunció su retorno al TC Pista, compitiendo al comando de un Chevrolet Chevy del equipo de Emilio Satriano. En 2020 ingresa al equipo Toyota GAZOO Racing de Tc 2000, formando equipo con Rossi, Santero y Barrichello.
Para 2023 firma con el equipo oficial Elián Pro Racing de Tc 2000.

## Biografía
Los inicios deportivos de Franco Vivian tuvieron lugar en el año 1997, debutando en la disciplina del karting, participando en diferentes  divisionales hasta 2005, en el que tomaría la decisión de iniciar su camino, dentro del automovilismo profesional. En 2006 debutó en la Fórmula Renault Argentina, categoría en la cual se presentó con su propio equipo hasta el 2010, el FIV Fórmula. Con esta escuadra, alcanzó el tercer puesto de 2009, en la última temporada completa de la Fórmula Renault 1.6. En 2010, la categoría cambió de denominación, pasando a correr con motores Renault 2.0 y siendo Vivian el primer ganador de la categoría en su nueva modalidad.
Sin embargo, ese año no pudo terminarlo de buena manera, ya que se encontraba peleando el título de campeón contra Nicolás Trosset y Kevin Icardi, quienes corrían con apoyo oficial de Plan Rombo, el brazo financiero de Renault en Argentina. En la última fecha corrida en el circuito de Potrero de los Funes, Vivian debía definir el título con Trosset, cuando un incidente protagonizado por Kevin Icardi (compañero de Trosset), en perjuicio de Vivian, terminó definiendo el título para el piloto de Arrecifes, dejando a Vivian con las manos vacías.
Para el año 2011, fue convocado por la escudería Tango Competición competir en la divisional TC Pista a bordo de un Chevrolet Chevy. En julio de ese año, Vivian obtendría su primer triunfo en la categoría a bordo de su Chevrolet Chevy en el Autódromo de Río Cuarto. Ese año se ubicó 12.º en la clasificación general.
Vivian venció en la fecha de Paraná del TC Pista 2012. Clasificó a los play-offs pero quedó relegado al 18.º puesto final. En 2013 pasó a correr con WCC Squadra, acabando 42.º.
En 2010, el piloto debutó en el TC 2000 al disputar los 200 km de Buenos Aires como invitado junto a Luis José Di Palma en un Peugeot 307 oficial. El piloto se convirtió en piloto titular de Pro Racing Group en la temporada 2012 del renovado Super TC 2000. Al volante de un Fiat Linea, obtuvo siete puntos y el 24.º puesto final.
El Pro Racing se convirtió en equipo oficial de Chevrolet en la temporada 2013. Con dos podios en 12 carreras a los mandos de un Chevrolet Cruze, Vivian se colocó 11.º en el campeonato. Continuando con Chevrolet en el Súper TC 2000 2014, el piloto ganó la carrera de Rosario y finalizó décimo en el campeonato.
La temporada 2015 encontró a Franco Vivian encarando dos frentes, ya que a su presencia confirmada como piloto oficial Chevrolet se le sumó el regreso al TC Pista, donde compitió al comando de un Chevrolet Chevy del equipo de Emilio Satriano, aunque por pocas fechas. En Súper TC 2000 cerró una temporada muy irregular, logrando el 12.º lugar y no obteniendo ningún podio. Asimismo, el nivel general de la escuadra distó mucho de ser el mostrado el año anterior, siendo Vivian el mejor ubicado en el campeonato.
Tras una profunda reformulación realizada a la plantilla del equipo Chevrolet, el 2016 encontró a Vivian fuera del equipo, aún habiendo sido la cara visible del mismo en comerciales televisivos. A pesar de ello, consiguió ser invitado a competencias especiales de Súper TC 2000, a la vez de comenzar su carrera como analista en el programa Carburando, donde analiza las maniobras polémicas y los circuitos visitados cada fin de semana. Desde ese año hasta 2019, Vivian compitió de forma esporádica en STC 2000, TC 2000 y TN.
En octubre de 2020 llegó a Toyota Gazoo Racing Argentina. Volvió al Súper TC 2000 en la tercera fecha del campeonato en reemplazo de Hernán Palazzo. Por otro lado, debutó en Top Race con un podio en Río Cuarto.

## Resumen de carrera
| Temporada | Categoría                             | Equipo                                | Carreras     | Victorias    | Poles        | VR           | Podios       | Puntos       | Pos.         |
| --------- | ------------------------------------- | ------------------------------------- | ------------ | ------------ | ------------ | ------------ | ------------ | ------------ | ------------ |
| 2006      | Fórmula Renault Argentina             | s/d                                   | 7            | 0            | 0            | 0            | 1            | 24           | 22.º         |
| 2007      | Fórmula Renault Argentina             | Kali Fórmula                          | 7            | 0            | 0            | 0            | 0            | 15           | 17.º         |
| 2008      | Fórmula Renault Argentina             | Kali Fórmula                          | 13           | 0            | 0            | 0            | 2            | 75           | 7.º          |
| 2008      | Top Race Junior                       | Abraham Motorsport Crespi Competición | 12           | 2            | 1            | 1            | 5            | 104          | 4.º          |
| 2009      | Turismo Competición 2000              | DP-1 Team                             | 1            | 0            | 0            | 0            | 0            | -            | -            |
| 2009      | Fórmula Renault Argentina             | FIV Fórmula                           | 12           | 2            | 3            | 2            | 4            | 95           | 3.º          |
| 2010      | Turismo Competición 2000              | Peugeot Cobra Team                    | 1            | 0            | 0            | 0            | 0            | 0            | 26.º         |
| 2010      | Fórmula Renault Argentina             | FIV Fórmula                           | 12           | 4            | 1            | 2            | 9            | 159          | 2.º          |
| 2011      | TC Pista                              | Tango Competición                     | 15           | 1            | 1            | 1            | 2            | 113,5        | 12.º         |
| 2012      | Turismo Nacional Clase 3              | GC Competición                        | 2            | 0            | 0            | 0            | 0            | -            | -            |
| 2012      | Súper TC 2000                         | Pro Racing                            | 8            | 0            | 0            | 0            | 0            | 8            | 24.º         |
| 2012      | TC Mouras Torneo de pilotos invitados | Laboritto Racing                      | 1            | 0            |              | 0            | 1            | 8            | 11.º         |
| 2012      | TC Pista                              | Tango Competición                     | 13           | 1            | 3            | 1            | 2            | 98,5         | 18.º         |
| 2013      | TC Mouras Torneo de pilotos invitados | Alifraco Sport                        | 1            | 0            | 0            | 0            | 0            | 12           | 32.º         |
| 2013      | TC Pista                              | WCC Squadra                           | 2            | 0            | 0            | 0            | 0            | 60,5         | 42.º         |
| 2013      | Súper TC 2000                         | Equipo YPF Chevrolet                  | 12           | 0            | 0            | 1            | 2            | 87           | 11.º         |
| 2014      | TC Mouras Torneo de pilotos invitados | JP Racing                             | 2            | 1            |              | 0            | 2            | 38,5         | 10.º         |
| 2014      | Top Race Series                       | ETM Internacional 2014                | 2            | 0            | 0            | 0            | 1            | -            | -            |
| 2014      | Súper TC 2000                         | Equipo Chevrolet YPF                  | 13           | 1            | 2            | 1            | 1            | 89           | 10.º         |
| 2015      | TC Mouras Torneo de pilotos invitados | Laboritto Jrs. Racing                 | 2            | 0            |              | 0            | 0            | 27,5         | 12.º         |
| 2015      | TC Pista                              | Emilio Satriano Sport                 | 4            | 0            | 0            | 0            | 0            | 66,5         | 38.º         |
| 2015      | Súper TC 2000                         | Equipo YPF Chevrolet                  | 13           | 0            | 0            | 1            | 1            | 83           | 12.º         |
| 2016      | TC Mouras Torneo de pilotos invitados | Laboritto Jrs. Racing                 | 1            | 1            |              | 0            | 1            | 20           | 15.º         |
| 2016      | TC 2000                               | Pro Racing                            | 1            | 0            | 0            | 0            | 0            | -            | -            |
| 2016      | Súper TC 2000                         | Renault Sport                         | 1            | 0            | 0            | 0            | 0            | -            | -            |
| 2017      | Súper TC 2000                         | YPF Chevrolet                         | 1            | 0            | 0            | 0            | 0            | -            | -            |
| 2017      | TC 2000                               | Pro Racing                            | 2            | 0            | 0            | 0            | 0            | -            | -            |
| 2018      | Súper TC 2000                         | Chevrolet YPF                         | 1            | 0            | 0            | 0            | 0            | -            | -            |
| 2018      | TC 2000                               | Litoral Group                         | 1            | 0            | 0            | 0            | 0            | -            | -            |
| 2018      | TC Mouras Torneo de pilotos invitados | A. Garófalo Motorsport                | 2            | 0            | 0            | 0            | 0            | 21           | 22.º         |
| 2018      | Turismo Nacional Clase 3              | GR Competición                        | 1            | 0            | 0            | 0            | 0            | 20           | 32.º         |
| 2019      | Súper TC 2000                         | Renault Sport                         | 1            | 0            | 0            | 0            | 1            | -            | -            |
| 2020      | Top Race V6                           | Toyota Gazoo Racing YPF Infinia       | 3            | 0            | 0            | 1            | 1            | 43           | 8.º          |
| 2020      | Súper TC 2000                         | Toyota Gazoo Racing YPF Infinia       | 11           | 0            | 0            | 0            | 1            | 29           | 13.º         |
| 2021      | Súper TC 2000                         | Toyota Gazoo Racing YPF Infinia       | 20           | 2            | 1            | 0            | 4            | 59           | 9.º          |
| 2022      | TC2000                                | FDC Motorsport                        | 18           | 0            | 0            | 0            | 3            | 123          | 9.º          |
| 2022      | Turismo Nacional Clase 3              | JT Racing                             | 1            | 1            | 1            | 0            | 1            | -            | -            |
| 2023      | TC2000                                | YPF Elaion Auro Pro Racing            | 21           | 2            | 1            | 4            | 8            | 217          | 6.º          |
| 2024      | TC2000                                | YPF Honda RV Racing                   | Disputándose | Disputándose | Disputándose | Disputándose | Disputándose | Disputándose | Disputándose |
| Fuente:   |                                       |                                       |              |              |              |              |              |              |              |

## Resultados

### Turismo Competición 2000
| Año  | Equipo             | Auto         | 1   | 2   | 3   | 4   | 5   | 6   | 7  | 8   | 9   | 10  | 11  | 12  | 13  | Res. | Puntos |
| ---- | ------------------ | ------------ | --- | --- | --- | --- | --- | --- | -- | --- | --- | --- | --- | --- | --- | ---- | ------ |
| 2009 |                    |              | AG  | GR  | OBE | SMM | TRH | RES | BA | CEN | SFE | SFE | SJU | SJU | PDF | -    | -      |
| 2009 | DP-1 Team          | Ford Focus I |     |     |     |     |     |     |    |     |     |     |     |     | Ret | -    | -      |
| 2010 |                    |              | PDE | SMM | GR  | AG  | RES | TRH | LR | SFE | SFE | CEN | OBE | BA  | PDF | -    | -      |
| 2010 | Peugeot Cobra Team | Peugeot 307  |     |     |     |     |     |     |    |     |     |     |     | Ret |     | -    | -      |

#### Copa Endurance Series
| Año  | Equipo    | Auto         | 1   | 2  | 3   | Res. | Puntos |
| ---- | --------- | ------------ | --- | -- | --- | ---- | ------ |
| 2009 |           |              | TRH | BA | PDF | -    | 0      |
| 2009 | DP-1 Team | Ford Focus I |     |    | Ret | -    | 0      |

### Súper TC 2000
| Año  | Equipo                          | Auto               | 1    | 2    | 3     | 4     | 5    | 6    | 7     | 8     | 9      | 10     | 11    | 12    | 13    | 14    | 15    | 16  | 17   | 18   | 19    | 20    | 21    | 22   | Res. | Puntos |
| ---- | ------------------------------- | ------------------ | ---- | ---- | ----- | ----- | ---- | ---- | ----- | ----- | ------ | ------ | ----- | ----- | ----- | ----- | ----- | --- | ---- | ---- | ----- | ----- | ----- | ---- | ---- | ------ |
| 2012 |                                 |                    | AG   | BA   | ROS   | SJU   | GR   | OBE  | RAF   | SMM   | RC     | SFE    | SFE   | SAL   | PDF   |       |       |     |      |      |       |       |       |      | 24.º | 8      |
| 2012 | Pro Racing                      | Fiat Linea         |      |      |       |       |      | Ret  | Ret   | 17    | Ret    | 12     | Ret   | 17    | 11    |       |       |     |      |      |       |       |       |      | 24.º | 8      |
| 2013 |                                 |                    | BA   | ROS  | SJU   | TOA   | AG   | TRH  | JUN   | SFE   | GR     | LP     | SMM   | PDF   |       |       |       |     |      |      |       |       |       |      | 11.º | 87     |
| 2013 | Equipo YPF Chevrolet            | Chevrolet Cruze I  | 9    | 13   | 9     | 11    | 2    | 19   | 21†   | Ret   | 5      | 1R     | 9     | 3     |       |       |       |     |      |      |       |       |       |      | 11.º | 87     |
| 2014 |                                 |                    | RAF  | VIE  | AG    | ROS   | TOA  | BA   | RES   | SFE   | SFE    | SJU    | TRH   | COD   | PDF   |       |       |     |      |      |       |       |       |      | 10.º | 89     |
| 2014 | Equipo Chevrolet YPF            | Chevrolet Cruze I  | 18†  | 10   | Ret   | 1     | 10   | 13   | Ret   | 6     | 5      | Ret    | 12    | 10    | 6     |       |       |     |      |      |       |       |       |      | 10.º | 89     |
| 2015 |                                 |                    | JUN  | ROS  | OBE   | TRH   | RAF  | SL I | SFE   | SFE   | TOA    | GR     | SMM   | AG    | SL II |       |       |     |      |      |       |       |       |      | 12.º | 83     |
| 2015 | Equipo YPF Chevrolet            | Chevrolet Cruze I  | 12   | Ret  | 3     | Ret   | 9    | 17   | 17†   | Ret   | 10     | 6      | Ret   | 6     | 13    |       |       |     |      |      |       |       |       |      | 12.º | 83     |
| 2016 |                                 |                    | TRE  | ROS  | SMM   | AG I  | TRH  | OBE  | BA    | SFE   | SFE    | TOA    | SJU   | GR    | GR    | AG II |       |     |      |      |       |       |       |      | -    | -      |
| 2016 | Renault Sport                   | Renault Fluence    |      |      |       |       |      |      | 5     |       |        |        |       |       |       |       |       |     |      |      |       |       |       |      | -    | -      |
| 2017 |                                 |                    | BA I | PDF  | SMM   | ROS   | ROS  | TRH  | RAF   | OBE   | SFE    | SFE    | BA II | SJU   | GR    | AG    |       |     |      |      |       |       |       |      | -    | -      |
| 2017 | YPF Chevrolet                   | Chevrolet Cruze II |      |      |       |       |      |      |       |       |        |        | 13    |       |       |       |       |     |      |      |       |       |       |      | -    | -      |
| 2018 |                                 |                    | BA I | ROS  | ROS   | SMM   | PDF  | RAF  | SJU   | OBE   | SFE    | SFE    | TRH   | SNI   | BA II | AG    |       |     |      |      |       |       |       |      | -    | -      |
| 2018 | Chevrolet YPF                   | Chevrolet Cruze II |      |      |       |       |      |      |       |       |        |        |       |       | Ret   |       |       |     |      |      |       |       |       |      | -    | -      |
| 2019 |                                 |                    | AG   | GR   | VIL   | ROS   | PAR  | SAL  | SNI   | SJU   | SMM    | SMM    | BA    | RC    | CEN   |       |       |     |      |      |       |       |       |      | -    | -      |
| 2019 | Renault Sport                   | Renault Fluence    |      |      |       |       |      |      |       |       |        |        | 2     |       |       |       |       |     |      |      |       |       |       |      | -    | -      |
| 2020 |                                 |                    | BA I | BA I | BA II | BA II | AG I | AG I | AG II | AG II | BA III | BA III | BA IV | BA IV | RC    | RC    | PAR   | PAR | BA V | BA V | BA VI |       |       |      | 13.º | 29     |
| 2020 | Toyota Gazoo Racing YPF Infinia | Toyota Corolla XII |      |      |       |       | 2    | 12   | 5     | 4     | 20     | 8      | 10    | 9     |       |       |       |     | 9    | 8    | 13    |       |       |      | 13.º | 29     |
| 2021 |                                 |                    | BA I | BA I | BA II | BA II | AG   | AG   | SNI   | SNI   | BA III | BA III | PAR   | PAR   | TOA   | TOA   | BA IV | VIL | VIL  | ROS  | ROS   | AG II | AG II | BA V | 9.º  | 59     |
| 2021 | Toyota Gazoo Racing YPF Infinia | Toyota Corolla XII | 6    | 7    | Ret   | 10    | 1    | 2    |       |       | Ret    | 11     | Ret   | 8     | 10    | 5     | 9     | 1   | 10   | 17†  | 9     | 2     | Ret   | 13   | 9.º  | 59     |

### TC 2000
| Año  | Equipo        | Auto              | 1    | 2    | 3     | 4     | 5    | 6    | 7     | 8     | 9  | 10 | 11    | 12   | 13    | 14     | 15     | 16     | 17    | 18    | 19  | 20     | 21  | 22  | 23  | Res. | Puntos |
| ---- | ------------- | ----------------- | ---- | ---- | ----- | ----- | ---- | ---- | ----- | ----- | -- | -- | ----- | ---- | ----- | ------ | ------ | ------ | ----- | ----- | --- | ------ | --- | --- | --- | ---- | ------ |
| 2016 |               |                   | SMM  | SMM  | CON I | CON I | BA I | BA I | SJO   | SJO   | LP | LP | CDU   | CDU  | BA II | BA II  | CON II | CON II | RAF   | RAF   | AG  | RC     | RC  | PAR | PAR | -    | -      |
| 2016 | Pro Racing    | Chevrolet Cruze I |      |      |       |       |      |      |       |       |    |    |       |      |       |        |        |        |       |       | 8   |        |     |     |     | -    | -      |
| 2017 |               |                   | AG I | AG I | BA I  | BA I  | CDU  | CDU  | PAR I | PAR I | RC | RC | BA II | SL   | SL    | PAR II | PAR II | AG II  | SMM   | CON   | CON | BA III |     |     |     | -    | -      |
| 2017 | Pro Racing    | Chevrolet Cruze I |      |      |       |       |      |      |       |       |    |    | 9     |      |       |        |        | Ex.    |       |       |     |        |     |     |     | -    | -      |
| 2018 |               |                   | AG I | AG I | CDU   | CDU   | CON  | CON  | RC    | RC    | BA | LP | LP    | SL I | SL I  | AG II  | SMM    | SMM    | SL II | SL II | ROS | ROS    | PAR | PAR |     | -    | -      |
| 2018 | Litoral Group | Fiat Linea        |      |      |       |       |      |      |       |       |    |    |       |      |       | 20†    |        |        |       |       |     |        |     |     |     | -    | -      |